# Fujiwara no Kiyonari
Fujiwara no Kiyonari est un nom japonais traditionnel ; le nom de famille (ou le nom d'école), Fujiwara, précède donc le prénom (ou le nom d'artiste).
Fujiwara no Kiyonari (藤原 清成, 716 – 777) est un noble japonais de l'époque de Nara. Il est le troisième fils du sangi Fujiwara no Umakai, ancêtre des Fujiwara Shikike. Il ne possède ni titre ni rang de cour.

## Généalogie
- Père : Fujiwara no Umakai
- Mère : 高橋阿禰娘 (Takahashi no Aneko?), fille de Takahashi no Kasa (高橋笠?)
- Épouse : fille de Hata no Asamoto (秦朝元?)
  - Fils : Fujiwara no Tanetsugu (737-785)
- Autres enfants :
  - Fujiwara no Yasutsugu (藤原安継?), peut-être un fils de Tanetsugu
  - Fujiwara no Masako (藤原正子?), dame de cour de l'empereur Kanmu

## Source de la traduction
- (en) Cet article est partiellement ou en totalité issu de l’article de Wikipédia en anglais intitulé « Fujiwara no Kiyonari » (voir la liste des auteurs).